# 段明
段明（？—1381年），段宝之子，又名段信苴明。元朝辖下的第十二位世袭大理（今云南大理州）总管。
其父段宝于1381年（明洪武十四年）卒，段明继任总管。受明封为宣慰使。时值明朝兴起，元朝北迁，但雲南地方仍奉元为正朔。同年秋，明将傅友德、蓝玉、沐英等率兵出征云南，击败梁王。段明两次致书傅友德，请明军班师，不征大理，愿奉明正朔，佩华篆，比年一小贡，三年一大贡，想要继续割据大理，被明军拒绝。段明继位后不久，同年十二月即去世，任职未满一年。死后，其叔段世权任总管事。
方慧《元代大理段氏总管世次年历考略》根据《滇载记》，认为段明就是大理的末代总管，明军攻破大理被俘的就是段明，并无段世一代。